# J级潜艇
J级常规动力飞航导弹潜艇（苏俄代号：651级。北约代号：Juliett Class，另“茱莉叶级”、“朱莉叶级”）是苏联研制的第一个独立级别的以巡航导弹为主武器的潜艇，J级由W级潜艇改装型号发展而来。最初计划建造35艘，实际建造16艘，全部J级潜艇于1992年以前除役。

## 历史
1940年代后期，1950年代，冷战逐步升级，苏联面对英美的强大海军，尤其是西方强大的水面舰艇部队显然有非常大的差距。当时的苏联海军以及苏共相关高层为了弥补海上的巨大差距提出了将导弹技术与潜艇结合，以巡航导弹饱和攻击对抗西方的水面舰艇优势。由于制导打击移动物体是当时无论东西方都并不成熟的技术，更何况当时英美海军的高速战船能达到25~30节的速度。这个理论在当时就因不成熟而仅仅作为尝试，并未成为当时苏联的正式战略。但后来由于苏联核弹的成功试爆以及苏联核导弹的成功研制，将这个理论又搬上了台面。尤其是核弹的强大威力和广阔的覆盖面，可以弥补制导打击高速移动物体技术的缺失。
1957年，苏联海军将一部分W级潜艇改装作为巡航导弹发射型号，并获得了预期的成功。后苏联高层最终决定发展巡航导弹潜艇（或称飞航导弹潜艇）。J级就是基于这个历史背景而研制的第一级巡航导弹潜艇。

## 设计
根据苏联当时的战术要求，J级潜艇应该为一种可以在敌人舰队附近或者目标打击海岸附近上浮，饱和发射全部核导弹摧毁敌人舰队或目标地区。
J级潜艇的结构基本上沿袭了W级潜艇的设计，并吸取了П-615型的设计经验。该级采用双壳体结构，典型大储备浮力，舱室小的布局。水下排水量达到4000吨，这对于常规动力潜艇是个惊人的庞大。全艇共7个耐压舱：
1. 前鱼雷舱
2. 艇员生活舱
3. 电池及导弹控制舱
4. 舰桥舱
5. 艇员生活及艉电池舱
6. 柴油动力舱
7. 电机舱
8. 艉鱼雷舱

最早J级装备的是P-5“柚子”反航母飞航式导弹（SS-N-3A）搭载核弹头作为主武器，后来被P-500玄武岩/SS-N-12沙箱反舰巡航导弹取代。 P-500拥有比较精确的制导能力，使得反舰导弹不需要再使用核弹头作为战斗部。但是P-500仍然不能进行潜射。也就是说J级潜艇的主武器发射是需要上浮发射的。更加重要的是，每次导弹发射间隔大约为10分钟，也就是全部4发导弹发射出去需要大概40分钟的时间。这已经足以让对方航母战斗群的反潜兵力消灭了。
J级计划建造35艘，实际制造16艘，首舰K-156艇于1960年11月16日开始在高尔基造船厂建造，但后来苏联的核动力潜艇技术成熟，加之J级潜艇战斗力的限制，J级的战斗任务很快被后来服役的E-1级和E-2级核动力潜艇替代。此后以每年两艘的速度投入建造，到1969年停造。